# Oś wiązana

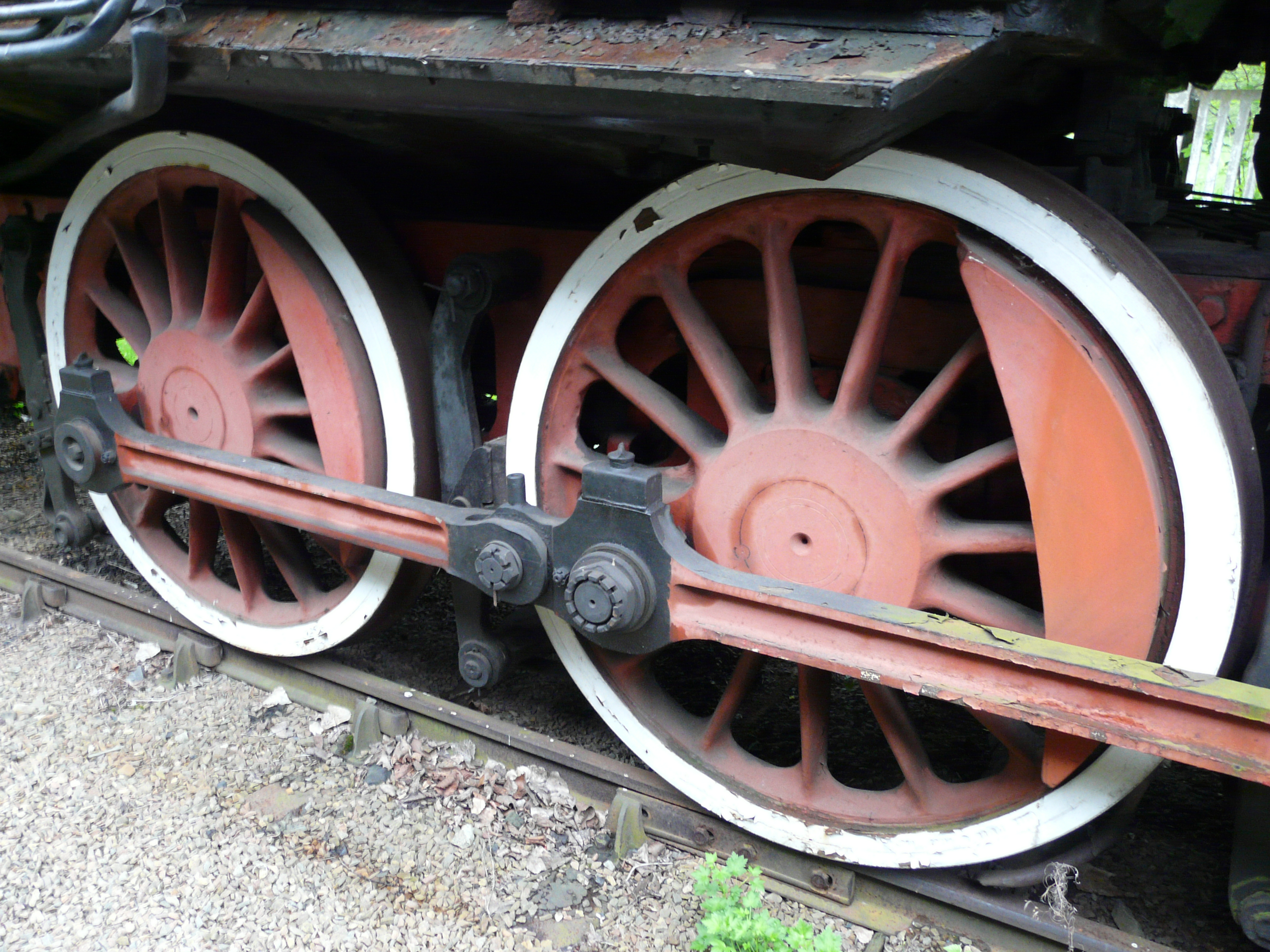
Oś wiązana w parowozie Ty51-133

Oś wiązana w lokomotywie to oś napędowa połączona z innymi za pomocą wiązarów przenoszących napęd, stosowana w prawie wszystkich parowozach oraz rzadko w lokomotywach spalinowych i elektrycznych. Szczególnym przypadkiem jest oś ślepa pozbawiona kół, zamocowana na stałe w ostoi, otrzymująca napęd z silnika. Dzieli się na oś silnikową i osie dowiązane.